# Parque nacional Danubio-Auen
El Parque nacional Danubio-Auen (en alemán: Nationalpark Donau-Auen) es un área protegida que cubre 93 kilómetros cuadrados en Viena y la Baja Austria, constituyendo una de las mayores llanuras aluviales que quedan en el Danubio justo en el centro de Europa.
El parque fue designado bajo la Categoría II IUCN como Parque nacional y abarca las zonas de Viena (Lobau), Groß-Enzersdorf, Orth an der Donau, Eckartsau, Engelhartstetten, Hainburg, Bad Deutsch-Altenburg, Petronell-Carnuntum, Regelsbrunn, Haslau-Maria Ellend, Fischamend y Schwechat.

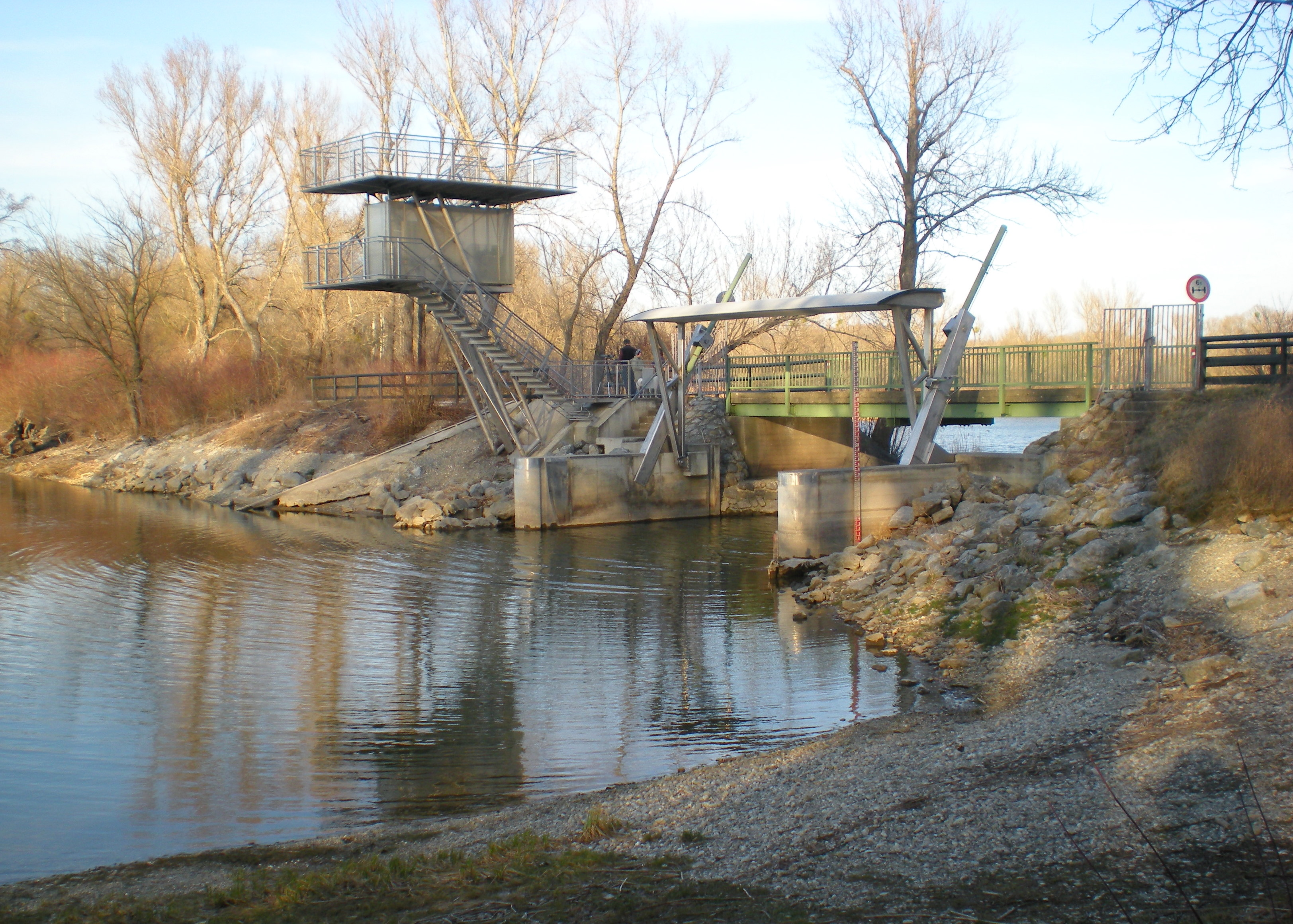
Un embalse de regulación dentro del parque.